# マニ文字
マニ文字（マニもじ）は、アラム文字の系統の文字体系のひとつで、主にマニ教徒によって、イラン語派に属する多数の言語、およびチュルク語族の古ウイグル語を表記するために用いられた。シリア文字のエストランゲロ体に似ているため、「マニ教エストランゲロ」とも呼ばれるが、エストランゲロから派生したか文字かどうかは議論があり、パルミラ文字が元になっているという説もある。
アラム文字と同様右から左に書かれるアブジャドに属する。

## 歴史
マニ文字をマニ本人が制定したという学者もあり、たとえばタルデューによれば、アラム人であるマニは聖典を自らシリア語で記したが、イラン全体に宣教するためにはイランの言語に翻訳する必要があった。しかし、当時のイランで用いられていたパルティア語や中期ペルシア語を表すためのパフラヴィー文字はアラム文字の系統であるものの、複数の文字が同じ字形になってしまっていた上に、セム系の語をそのまま書いてイラン語で「訓読み」するなど、その正書法は複雑怪奇なものであった。そこでマニは宣教のために正書法改革を行い、東方シリア文字によってイラン諸語をつづったとする。Skjærvøもマニがシリア文字のエストランゲロ体にいくつかの文字と記号を追加してイラン語を表記できるようにしたとするが、しかしおそらくマニ以前にすでにこの文字が存在していたともいう。
Durkin-Meisterernstによると、マニ本人ないしはその弟子がすでにパルミラ文字またはそれに近い文字を使っていたのは確からしく、それをセム語派以外の言語を表記するために応用したのがマニ文字であるという。
マニ文字で書かれた文献は中央アジアで発見され、その多くはベルリンのトルファン・コレクションが蔵する。大部分は8世紀から10世紀のものと考えられる。

## 特徴
マニ文字は右から左に続け書きされ、文字は語中の位置によって形を変えるが、アラビア文字ほど複雑ではなく、いくつかの文字で語末形とそれ以外の形が区別されるだけである。
アラム文字は22文字からなるが、マニ文字では δ および ǰ と翻字される2つの文字が追加されている。δ の文字は明らかに l をもとにしている。θ の音は δ の文字を2つ重ねることで表記される。ほかに g の文字を少し変形した文字を /ɣ/ のために用いる。/β f x/ はそれぞれ b p k の文字の上に点を打つことで表される。
マニ文字は後に古ウイグル語の表記にも使われた。ウイグル文字とは異なって縦書きされることはなく、右から左に書かれた。ウイグル文字と同様に、ウイグル語の多数の母音を区別するために ' y w を組み合わせた二重音字または三重音字を使用した。また k と q の字は同じ音を表すが、/k q x/ の音の区別のために k/q の字の上に一点または二点を加えた。

## Unicode
Unicodeでは2014年のバージョン7.0で、追加多言語面のU+10AC0からU+10AFFまでに追加された。
| Manichaean |   |   |   |   |   |   |   |   |   |   |   |   |   |   |   |   |
|            | 0 | 1 | 2 | 3 | 4 | 5 | 6 | 7 | 8 | 9 | A | B | C | D | E | F |
| U+10ACx    | 𐫀 | 𐫁 | 𐫂 | 𐫃 | 𐫄 | 𐫅 | 𐫆 | 𐫇 | 𐫈 | 𐫉 | 𐫊 | 𐫋 | 𐫌 | 𐫍 | 𐫎 | 𐫏 |
| U+10ADx    | 𐫐 | 𐫑 | 𐫒 | 𐫓 | 𐫔 | 𐫕 | 𐫖 | 𐫗 | 𐫘 | 𐫙 | 𐫚 | 𐫛 | 𐫜 | 𐫝 | 𐫞 | 𐫟 |
| U+10AEx    | 𐫠 | 𐫡 | 𐫢 | 𐫣 | 𐫤 | 𐫥  | 𐫦  |   |   |   |   | 𐫫 | 𐫬 | 𐫭 | 𐫮 | 𐫯 |
| U+10AFx    | 𐫰 | 𐫱 | 𐫲 | 𐫳 | 𐫴 | 𐫵 | 𐫶 |   |   |   |   |   |   |   |   |   |